# Murdochville
Murdochville ist eine kanadische Stadt, die im Südosten der Provinz Québec liegt.

## Geografie
Murdochville liegt im Nordosten der Halbinsel Gaspésie und ist eine der wenigen größeren Ortschaften, die nicht an der Küste, sondern im Landesinneren dieser Halbinsel liegt. Die Stadt befindet sich etwa 40 Kilometer südlich des Südufers des Sankt-Lorenz-Stroms, der in diesem Bereich bereits in den Sankt-Lorenz-Golf übergeht.

## Geschichte
Die Stadt Murdochville ist eine relativ junge Ortschaft, ihre kurz nach der Mitte des 20. Jahrhunderts erfolgte Gründung geht auf die Entdeckung von Kupfererzvorkommen in dieser Gegend zurück. Diese Vorkommen waren zwar bereits 1921 entdeckt worden, doch erst in den 1940er Jahren wurde von der 1922 gegründeten Bergbaugesellschaft „Noranda Mines“ mit Erkundungsbohrungen begonnen, um die Ergiebigkeit des Vorkommens zu ermitteln. Nachdem das Ergebnis dieser Erkundungsmaßnahmen einen kommerziell rentablen Abbau des Kupfererzes bestätigt hatte, wurde im Jahr 1950 mit dem Aufbau einer Bergbauinfrastruktur und dem Abbau des Erzes begonnen, wobei die erste Verhüttung des Erzes allerdings erst Ende 1951 stattfand. Parallel dazu wurde von Noranda Mines auch die Genehmigung zur Gründung einer Stadt am Ort der Mine beantragt, um die Minenarbeiter und ihrer Familien beherbergen zu können. Dieser Antrag wurde jedoch von der Regierung der Provinz Quebec zunächst abgewiesen, denn die Stadtrechtsurkunde der geplanten Neugründung erhielt den Passus, dass Bürgermeister und Stadträte Englisch sprechen mussten, was in der mehrheitlich französischsprachigen Provinz inakzeptabel war. Im Juli 1953 kam es dann doch zur Konstituierung der Stadt, als Namensgeber fungierte dabei der aus Toronto stammende Rechtsanwalt „James Young Murdoch“ (1890–1962). Dieser war nicht nur Gründer und Miteigentümer der Kupfermine, sondern außerdem der erste Präsident von Noranda Mines.

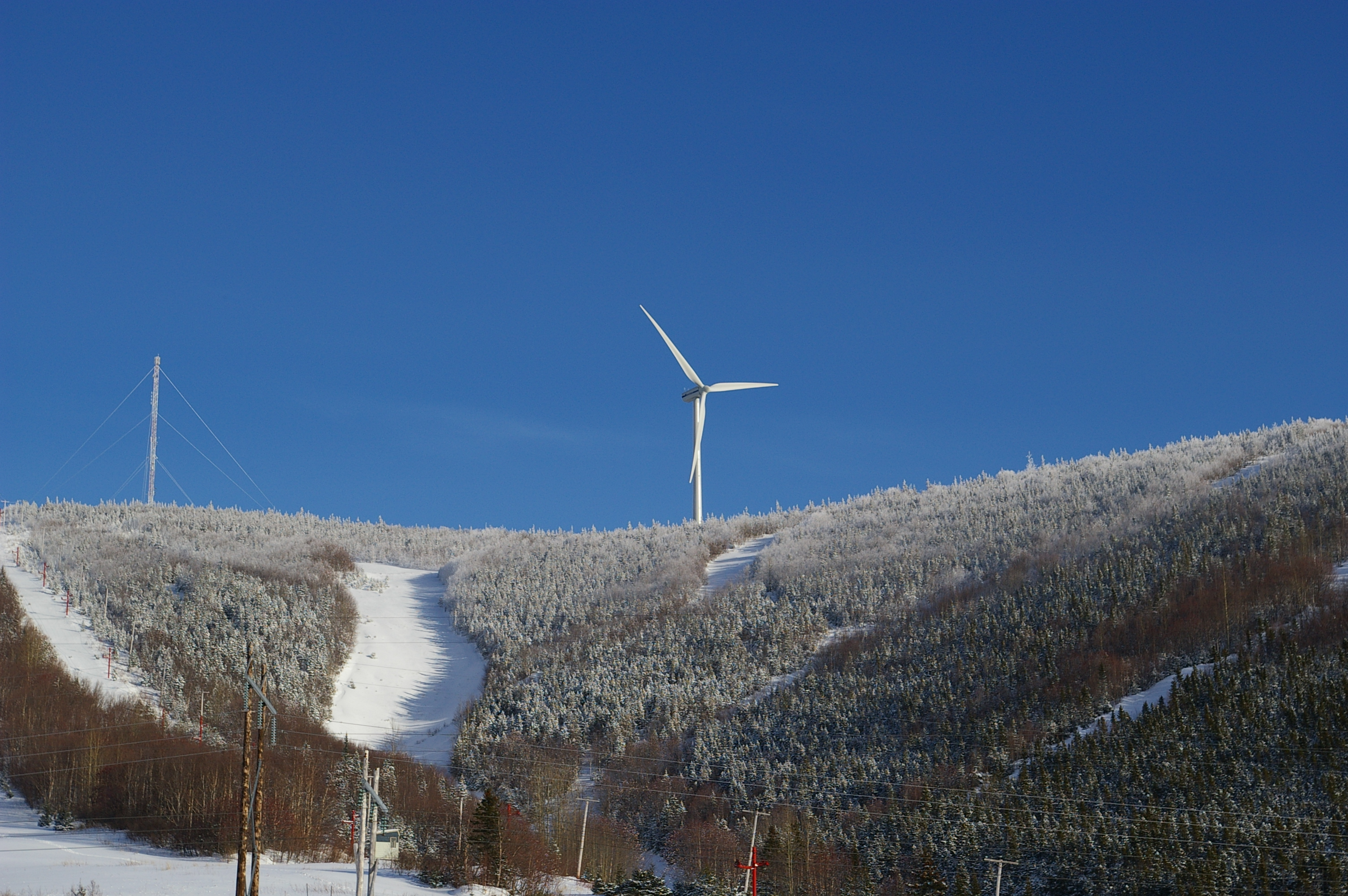
Windkraftanlagen nördlich der Stadt

Der Abbau des Kupfererzes bildete die einzige Existenzgrundlage der Stadt, so dass jede Beeinträchtigung des Minenbetriebs zu einer Bedrohung für das Wirtschaftsleben der Stadt werden musste. Dies zeigte sich bereits schon im Jahr 1987, als ein Teil der Mine durch einen Untertagebrand zerstört wurde und diese für mehr als ein Jahr stillgelegt wurde. Die zu Beginn des Jahres 1989 erfolgte Wiederaufnahme des Bergwerksbetriebs verschaffte der Stadt allerdings nurmehr eine kurze Atempause, denn die Erzvorkommen gingen langsam zu Neige. Das endgültige Ende des Minenbetriebs kam dann im September 1999, nachdem auch noch der Kupferpreis auf den Weltmärkten zusammengebrochen war. Der einzige danach noch bestehende Wirtschaftsbetrieb war die Erzverhüttung, doch auch dieser ging der Stadt verloren, nachdem die Schmelzhütte ihren Betrieb im April 2002 einstellte. Infolge des damit verbundenen Verlustes von Arbeitsplätzen wanderten viele Stadtbewohner ab, so dass die Einwohnerzahl der Stadt dramatisch absank: Hatte diese noch Mitte der 1970er Jahr etwa 3700 betragen, so waren es im Jahr 2016 lediglich noch etwa 650 Einwohner, die in Murdochville lebten. Es wurde sogar ein Referendum abgehalten, das die Auflösung der Stadt zum Inhalt hatte. Durch diverse Substitutionsmaßnahmen wird seither aber versucht, die durch die Einstellung des Minenbetriebs entstandenen Wirtschaftseinbußen wenigstens zum Teil wieder zu kompensieren. Hierzu zählt unter anderem die Errichtung von Windkraftanlagen und eine Förderung des Tourismus.